# Ісак Ферріс
Ісаак «Ісак» Ферріс Альваро (кат. Isaac "Isak" Férriz Àlvaro; нар. 20 червня 1979, Андорра-ла-Велья, Андорра) — актор і режисер андоррського походження, живе в Барселоні.

## Біографія
Народився в Андорра-ла-Велья 20 червня 1979 року. Батьки походять з району Грасіа в Барселоні, який він регулярно відвідував у дитинстві. Жив в Андоррі до 18 років, потім переїхав до Барселони, де вступив до акторської школи Ненсі Туньон. Його телевізійний дебют відбувся з участю у серіалі «Laberint d'ombres», який транслювався на каталонському суспільному телебаченні. Знімався у підліткових драмах, як-от «Al salir de clase», «Compañeros» і «Фізика чи хімія», а також у каталонській теленовелі «Ventdelplà».
Він виконав головну роль бандита XVII століття Серальонга в однойменному телевізійному мінісеріалі 2008 року, а також зіграв Роберто Переса (поденник, який вступає в любовний трикутник з двома іншими головними героями) у щоденному телесеріалі «Бандолера». Після головної ролі безжалісного Даніеля Герреро в кримінальному драматичному серіалі Movistar+ «Гіганти» (2018—2019), Ферріс відновив співпрацю з режисером Енріке Урбісу у серіалі «Лібертад», знову зігравши бандита. 2020 року Ферріс приєднався до фентезійного серіалу-трилера від Netflix «Ферія: Найтемніше світло» як актор.
Окрім роботи актора, Ферріс також працює як режисер.

## Фільмографія
Телебачення
| Рік     | Назва                                               | Роль               | Примітки                                                                        | Ref    |
| ------- | --------------------------------------------------- | ------------------ | ------------------------------------------------------------------------------- | ------ |
| 2008    | Serrallonga, la llegenda del bandoler               | Joan Sala i Ferrer | мінісеріал                                                                      | [ 11 ] |
| 2009    | 90-60-90. Diario secreto de una adolescente         | Доменіко Малдіні   |                                                                                 | [ 12 ] |
| 2010    | Фізика чи хімія                                     | Луїс Парра         |                                                                                 | [ 13 ] |
| 2011    | Бандолера                                           | Роберто Перес      | головна роль                                                                    | [ 7 ]  |
| 2015–16 | Cites                                               | Мартін             | головна роль                                                                    | [ 14 ] |
| 2018–19 | Gigantes                                            | Даніель Гуррреро   | головна роль                                                                    | [ 15 ] |
| 2021    | Libertad                                            | Aceituno           | головна роль (антагоніст). Серіал також вийшов у форматі повнометражного фільму | [ 16 ] |
| 2022    | Feria: la luz más oscura (Feria: The Darkest Light) |                    | головна роль                                                                    | [ 17 ] |
| 2023    | Тіло у вогні                                        | Хаві               |                                                                                 | [ 18 ] |

Фільми
| Рік  | Назва                               | Роль                           | Примітки        | Ref    |
| ---- | ----------------------------------- | ------------------------------ | --------------- | ------ |
| 2009 | El consul de Sodoma                 | Пеп Мадерн                     | другорядна роль | [ 19 ] |
| 2011 | Hexe Lilli: Die Reise nash Mandolan | лейтенант                      | другорядна роль | [ 20 ] |
| 2013 | Епідемія                            | Хав'єр                         | другорядна роль | [ 21 ] |
| 2016 | Lobos sucios                        | Мігель Пенья                   |                 | [ 22 ] |
| 2017 | La niebla y la doncella             | Гусман                         | другорядна роль | [ 23 ] |
| 2018 | Les distàncies                      | Гій                            |                 | [ 24 ] |
| 2020 | La mujer ilegal                     | Оріол Каденас                  |                 | [ 25 ] |
| 2021 | Bajocero                            | Монтесінос                     |                 | [ 26 ] |
| 2023 | Infiesto                            | Інспектор Джефе Самуель Гарсія |                 | [ 27 ] |

## Визнання
| Рік  | Нагорода                                | Категорія                   | Робота  | Результат | Ref.   |
| ---- | --------------------------------------- | --------------------------- | ------- | --------- | ------ |
| 2019 | 21-ша церемонія вручення премії «Ірис». | Найкращий актор             | Гіганти | Номінація | [ 28 ] |
| 2019 | 7-а Premios MiM Series                  | Найкращий драматичний актор | Гіганти | Номінація | [ 29 ] |